# Cilindro de McKendree

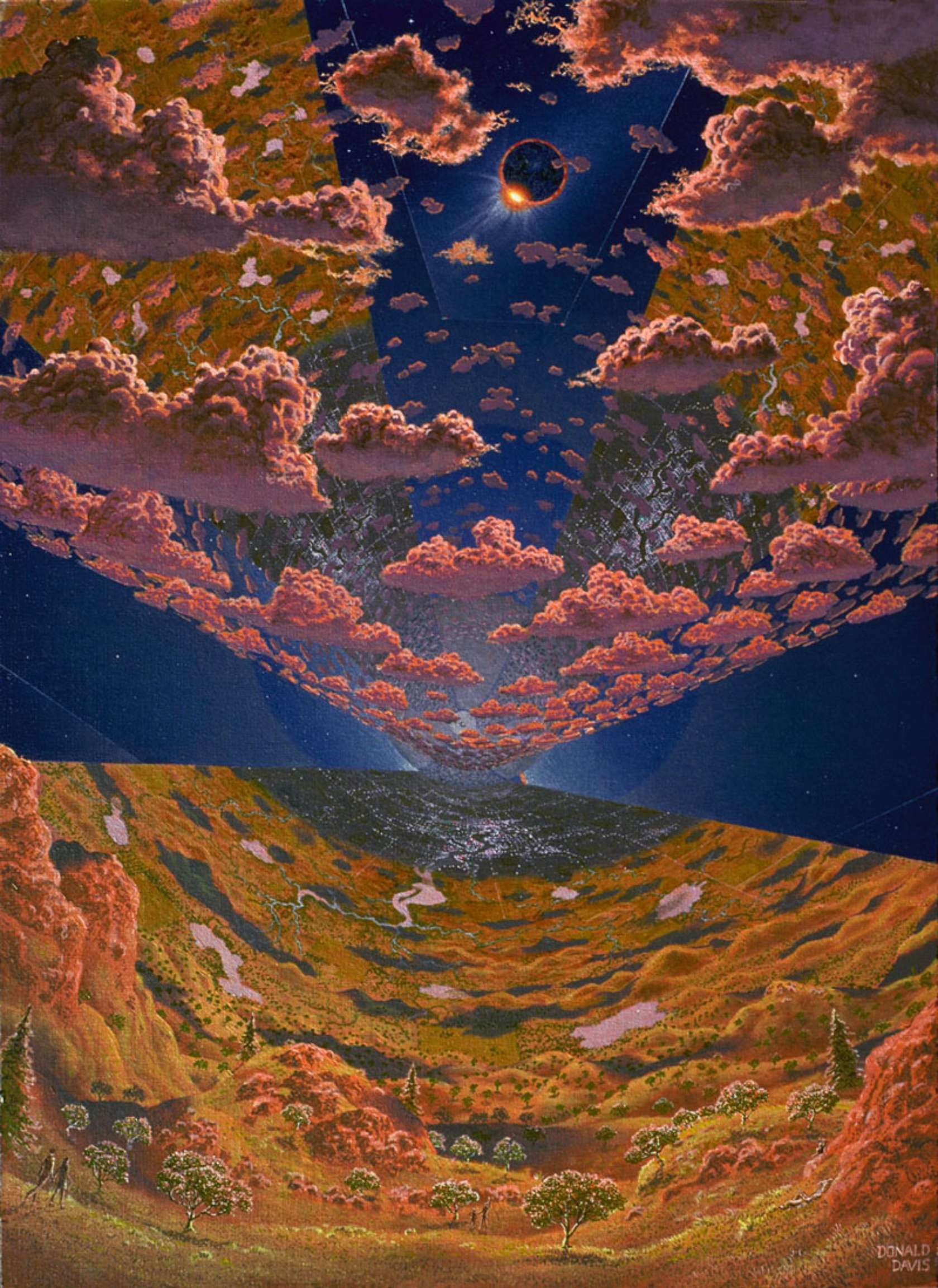
Ilustración artística del interior de un cilindro de O'Neill.

Un cilindro de McKendree es un tipo de hábitat hipotético espacial giratorio originalmente propuesto en los Objetivos de torneado de la NASA en conferencia Realidad en el 2000 por el ingeniero Tom McKendree. Al igual que con otros diseños para el hábitat espacial, el cilindro gira para producir gravedad artificial por medio de la fuerza centrífuga. Se diferencia de los diseños clásicos producidos en la década de 1970 por Gerard K. O'Neill y la NASA en el uso nanotubos de carbono en lugar de acero, lo que permite construir un hábitat mucho más grande. En la propuesta original, el hábitat constaba de dos cilindros de aproximadamente 460 kilómetros de radio y 4600 km de longitud, y contanía 13 millones de kilómetros cuadrados de espacio habitable, casi tanto como la nación de Rusia.
Tal como se había propuesto, el cilindro McKendree es simplemente una versión ampliada del cilindro de O'Neill. Al igual que el cilindro de O'Neill, McKendree propone construir ventanas sobre una parte de la superficie de la colonia, lo que permite la iluminación directa del interior. El hábitat se compone de un par de cilindros de contrarotación los que funcionan como volantes de inercia para controlar la orientación del hábitat.

## Cilindros de McKendree en la ficción
Los cilindros de McKendree aparecen en el universo ficticio de Orion´s Arm, donde alcanzan los límites teóricos de tamaño de los nanotubos de carbono: 1000 km de radio y 10 000 km de largo, y contiene 63 millones de kilómetros cuadrados de espacio habitable, mayor que el continente de Eurasia.
- Datos: Q5769264